# Conspiración de Luis Rafael Pimentel
La conspiración de Luis Rafael Pimentel fue un complot en Venezuela de militares académicos egresados de la Escuela Militar en contra del dictador Juan Vicente Gómez descubierto en enero de 1919 momentos antes de empezar. Catorce oficiales militares fueron arrestados como respuesta, algunos de los cuales no tenían nada que ver con la conspiración.

## Conspiración
La conspiración estuvo encabezada por el capitán Luis Rafael Pimentel junto con otros, como el capitán Miguel Parra Entrena, y había sido organizada junto con estudiantes y periodistas. El complot fue descubierto momentos antes de que la sublevación empezara, en enero de 1919, y catorce oficiales militares fueron arrestados como respuesta, algunos de los cuales no tenían nada que ver con la conspiración. Los detenidos fueron sometidos a torturas, incluyendo mediante colgamiento de los testículos. José Vicente Gómez (también conocido como Vicentico Gómez), hijo de Juan Vicente, presenció las operaciones de interrogatorio y tortura.

## Consecuencias
Pimentel fue enviado a la cárcel de La Rotunda, donde fue torturado repetidamente. José Rafael Pocaterra, otro de los involucrados, es recluido en la misma cárcel el 20 de enero, donde escribió gran parte de su obra "Memorias de un venezolano de la decadencia". Salvador de la Plaza fue detenido en mayo, también recluido en La Rotunda. Uno de los detenidos, Jesús Corao Dilardi, consiguió escapar de la cárcel.
Los hermanos Eduardo y Gustavo Machado, quienes también estuvieron involucrados en la conspiración, se vieron obligados a huir a Europa, posteriormente para estudiar. Gustavo huyó primero a Curazao y luego a Estados Unidos. En mayo de 1920 viaja a París y se inscribe en la Facultad de Derecho de la universidad. A Salvador de la Plaza se le conmutó la prisión por el exilio en abril de 1921 y fue expulsado a Francia. Pocaterra es liberado el 1 de enero de 1922. El capitán Pimentel es liberado por intervención del general Aquiles Iturbe y de Francisco Baptista Galindo, quien posteriormente se exilia en Europa y reanuda actividades conspirativas con grupos antigomecistas.